# Santa Cruz (Band)
Santa Cruz ist eine finnische Sleaze-Rock-Band aus Helsinki, die 2007 gegründet wurde.

## Geschichte
Arttu Kuosmanen (* 1992) und Joonas Parkkonen riefen Santa Cruz 2007 ins Leben. Im Jahr darauf stieß der Bassist Mitja Toivonen hinzu, woraufhin bereits zwei Demos eingespielt wurden. Nach einigen zeitweiligen Schlagzeugern trat Tapani Fagerström der Gruppe 2009 fest an diesem Instrument bei. Nach der selbst produzierten EP Anthems for the Young ’n’ Restless von 2011 wurde Santa Cruz vom finnischen Label Spinefarm Records unter Vertrag genommen. 2013 erschien das Debütalbum Screaming for Adrenaline, das aus Liedern besteht, die zwischen 2007 und 2013 geschrieben wurden, und auch neu eingespielte Lieder der EP enthält. 2015 veröffentlichte Santa Cruz ihr nach der Band benanntes zweites Album.
Am 18. März 2018 verkündeten Santa Cruz den Abbruch der laufenden USA-Tour, als Vorband von Fozzy. Als Grund wurden massive interne Bandprobleme genannt. Demzufolge wurde Sänger Kuosmanen aus dem Tourbus geworfen, anschließend gaben die anderen Bandmitglieder kollektiv ihren Austritt bekannt.
Santa Cruz stand kurz vor dem Aus, Sänger Kuosmanen verblieb als letztes Bandmitglied. Am 16. April wurde der Einstieg des Gitarristen Brody DeRozie bekannt gegeben, der Santa Cruz jedoch bereits am 22. Mai wieder verließ. Am 7. Juli 2018 stellte Kuosmanen Pav Cruz als neues Gitarristen vor, am 3. August Jordan Marshall als neuen Schlagzeuger.

## Stil

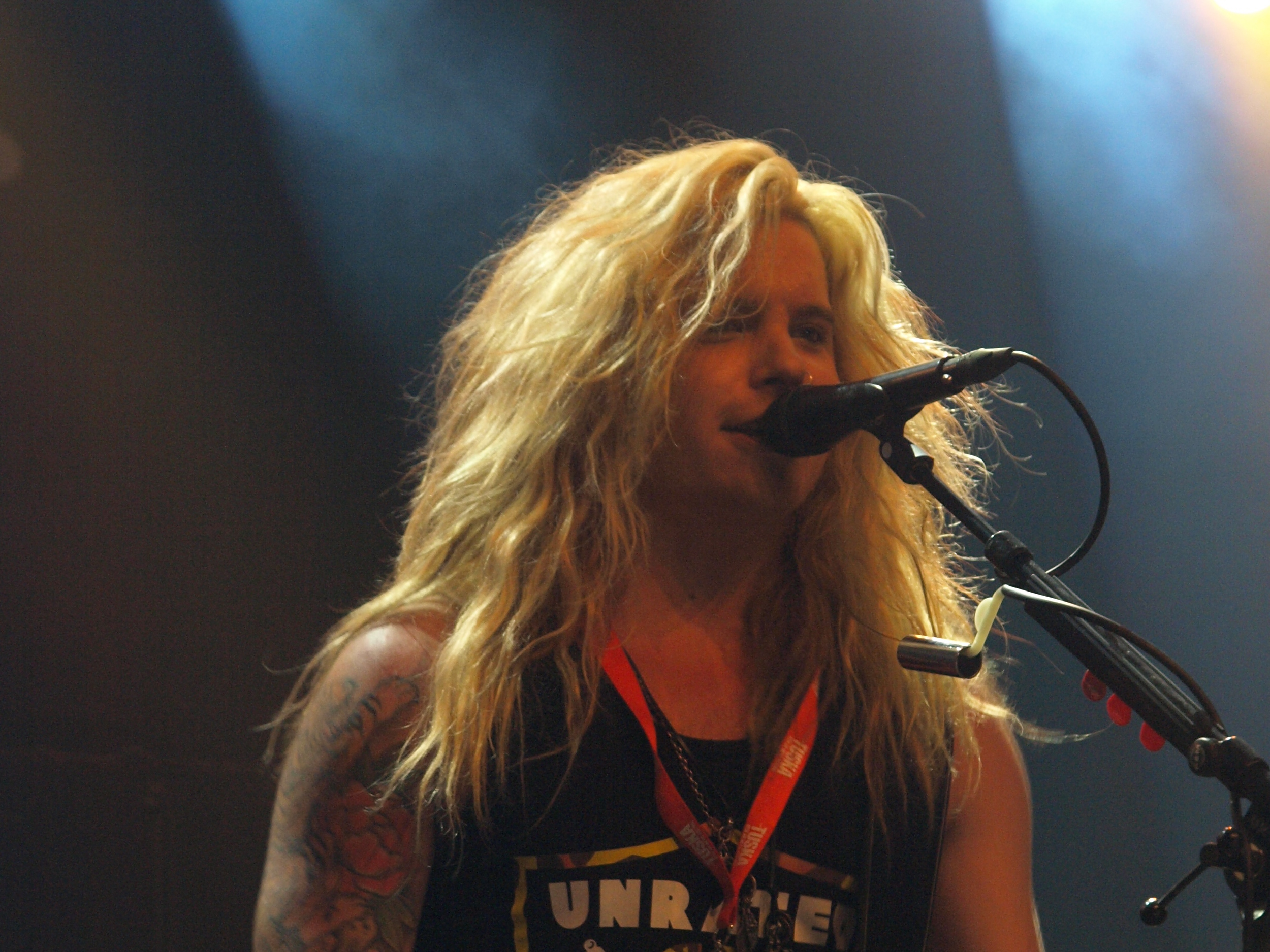
Arttu Kuosmanen (Live beim Tuska Open Air Metal Festival 2013)

Als Haupteinfluss nennt die Band vor allem die jungen Skid Row und Guns N’ Roses.
Das Album Screaming for Adrenaline, das die Band selbst als „arschtretenden, adrenalinschwangeren Hard Rock“ sieht, wurde von Kritikern sehr wohlwollend aufgenommen. Lothar Hausfeld von musikreviews.de lobt „mitreißende Songs, die man nach einmaligem Hören bereits mitsummen kann, dreckige Gitarrensoli, entweder partykompatible oder beziehungsreflektierende Texte“, sowie einen Sänger, der „mehr als einmal an Axl Rose erinnert“. Metal.de lobt die Platte als „energiegeladen, rotzig, voller Attitüde und mit einer Menge Haarspray“, wobei die Band „keinerlei Schwächen oder Anzeichen von Überforderung“ zeige. Auf metalnews.de lobt es Autor Thomas Meyns als „frisch und ungestüm“.
Im Gegensatz zum Vorgänger fielen die Kritiken zum zweiten Album gespaltener aus. So lobte der Metal Hammer das Debüt noch, mit seinen „veritablen Haarspray-Hymnen, herrlich rotziger Attitüde und promiskuitiver Party-Laune“, sieht er den Nachfolger sehr kritisch, der einem „Qualitätsvergleich nicht standhält“. Von der „coolen Gitarrendoppelpenetration“ sei „nicht mehr viel übrig“, der „sympathisch-schnoddrige Gesang“ verliere gegen den „grässlichen, die gesamte elendige Pro-Tools-Effektpalette bemühenden Mix, sowie die albern garstigen Gangshouts und synthetisierten Chorwände“. Auch die Musikseite metal.de kritisiert die Platte. Von „rotzig-frechen Glam-Rockern“ sei die Band innerhalb eines Jahres zu „braven Schoßhündchen mutiert“, das Album weitgehend „austauschbar, auf eine breite Masse zugeschnitten“. Metalnews.de schreibt von einer „Entwicklung in die falsche Richtung“. Positiver sieht das Album jedoch Madlen Reuter vom Twilight-Magazin. Zwar betont auch sie den veränderten Stil und erkennt „verwirrende Breakdown-Elemente“, sieht aber ein „ziemlich gelungenes, zweites Album“.

## Diskografie

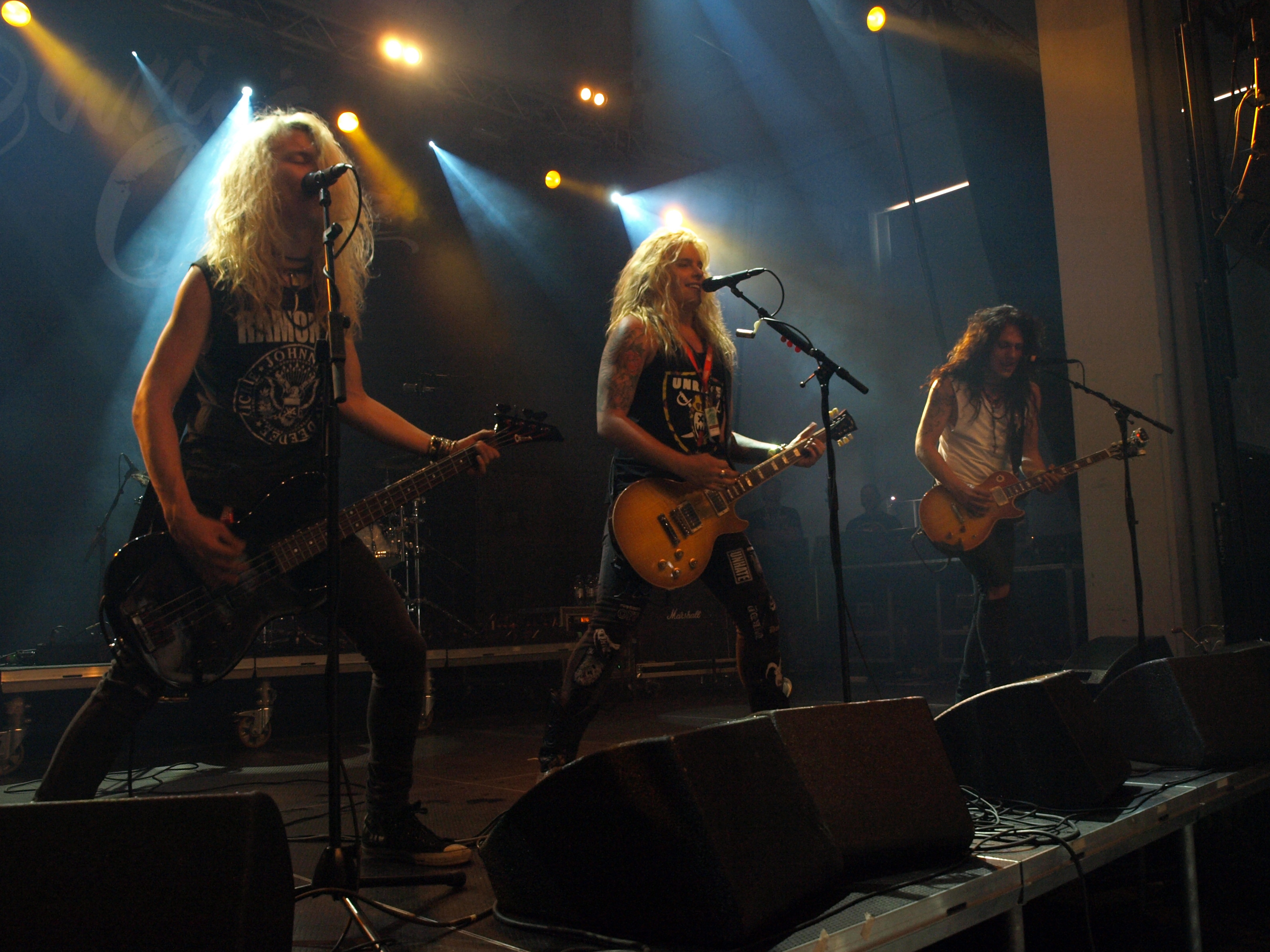
Live beim Tuska Open Air Metal Festival (2013)

### Alben
- 2013: Screaming for Adrenaline
- 2015: Santa Cruz
- 2017: Bad Blood Rising
- 2019: Katharsis
- 2022: The Return Of The King

### EPs
- 2011: Anthems for the Young ’n’ Restless

### Demos
- 2009: Another Rush of Adrenaline

### Singles
- 2013: Relentless Renegades
- 2013: Alive
- 2013: Nothing Compares to You
- 2014: We Are the Ones to Fall
- 2014: Wasted and Wounded
- 2015: My Remedy
- 2016: Skydive Without a Parachute
- 2016: Drag Me Down
- 2017: River Phoenix
- 2017: Young Blood Rising
- 2019: Testify

### Musikvideos
- 2011: Anthem for the Young ’n’ Restless
- 2013: Aiming High
- 2013: Relentless Renegades
- 2013: Nothing Compares to You
- 2014: We Are the Ones to Fall
- 2014: Wasted and Wounded
- 2015: My Remedy
- 2015: Let Them Burn
- 2017: Young Blood Rising
- 2019: Testify